# Akysidae
Akysidae är en familj av fiskar som ingår i ordningen malartade fiskar (Siluriformes). Enligt Catalogue of Life omfattar familjen Akysidae 56 arter.
Kladogram enligt Catalogue of Life:
| Akysidae | \| \| Acrochordonichthys \| \| \| \| \| \| Akysis \| \| \| \| \| \| Breitensteinia \| \| \| \| \| \| Parakysis \| \| \| \| \| \| Pseudobagarius \| \| \| \| |
|          | \| \| Acrochordonichthys \| \| \| \| \| \| Akysis \| \| \| \| \| \| Breitensteinia \| \| \| \| \| \| Parakysis \| \| \| \| \| \| Pseudobagarius \| \| \| \| |
|          | Acrochordonichthys |
|          | |
|          | Akysis |
|          | |
|          | Breitensteinia |
|          | |
|          | Parakysis |
|          | |
|          | Pseudobagarius |
|          | |

Familjen delas vanligen i två underfamiljer. Den första är Akysinae med släktena Akysis och Pseudobagarius, och den andra är Parakysinae med Acrochordonichthys, Breitensteinia och Parakysis. I äldre avhandlingar listas Parakysinae som familj.